# 电传打字机 (33型)

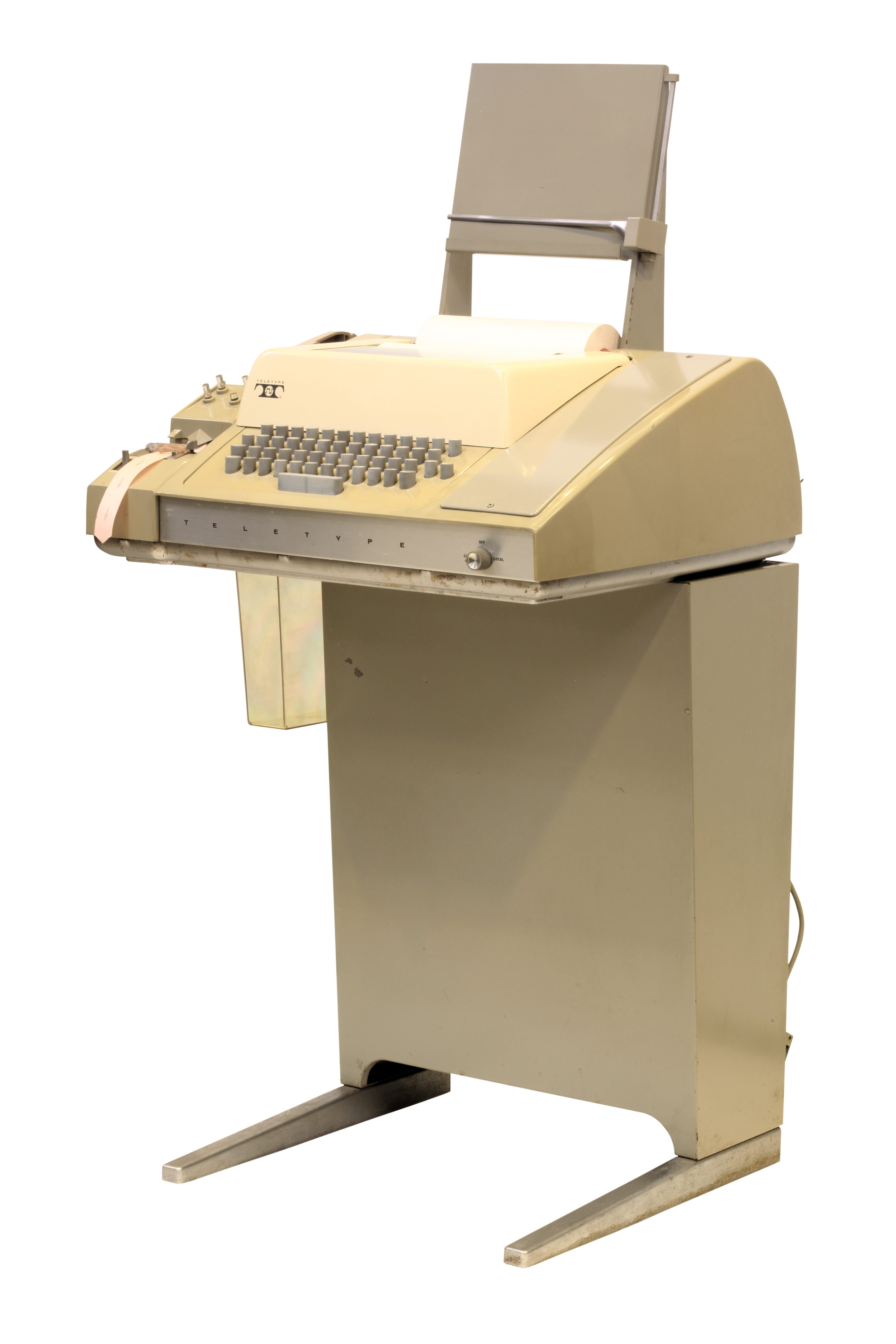
ASR-33电传打字机

电传打字机（33型）是Teletype公司于1963年推出的商业产品。
它有三个版本：
- ASR-33电传打字机
- KSR-33电传打字机
- RO-33电传打字机

## 历史
此电传打字机于1963年推出并于1983年停产。

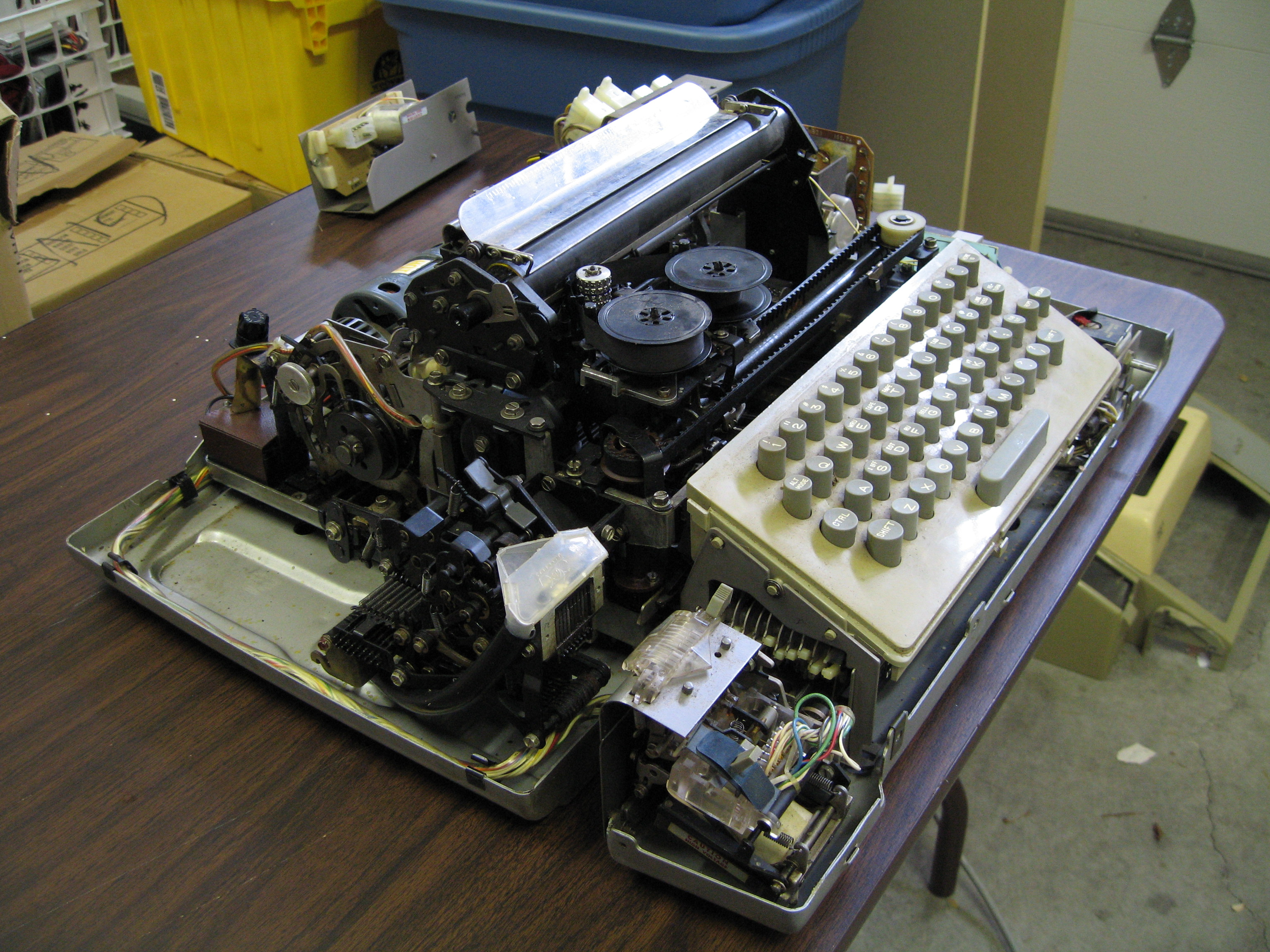
拆开外壳的ASR-33电传打字机
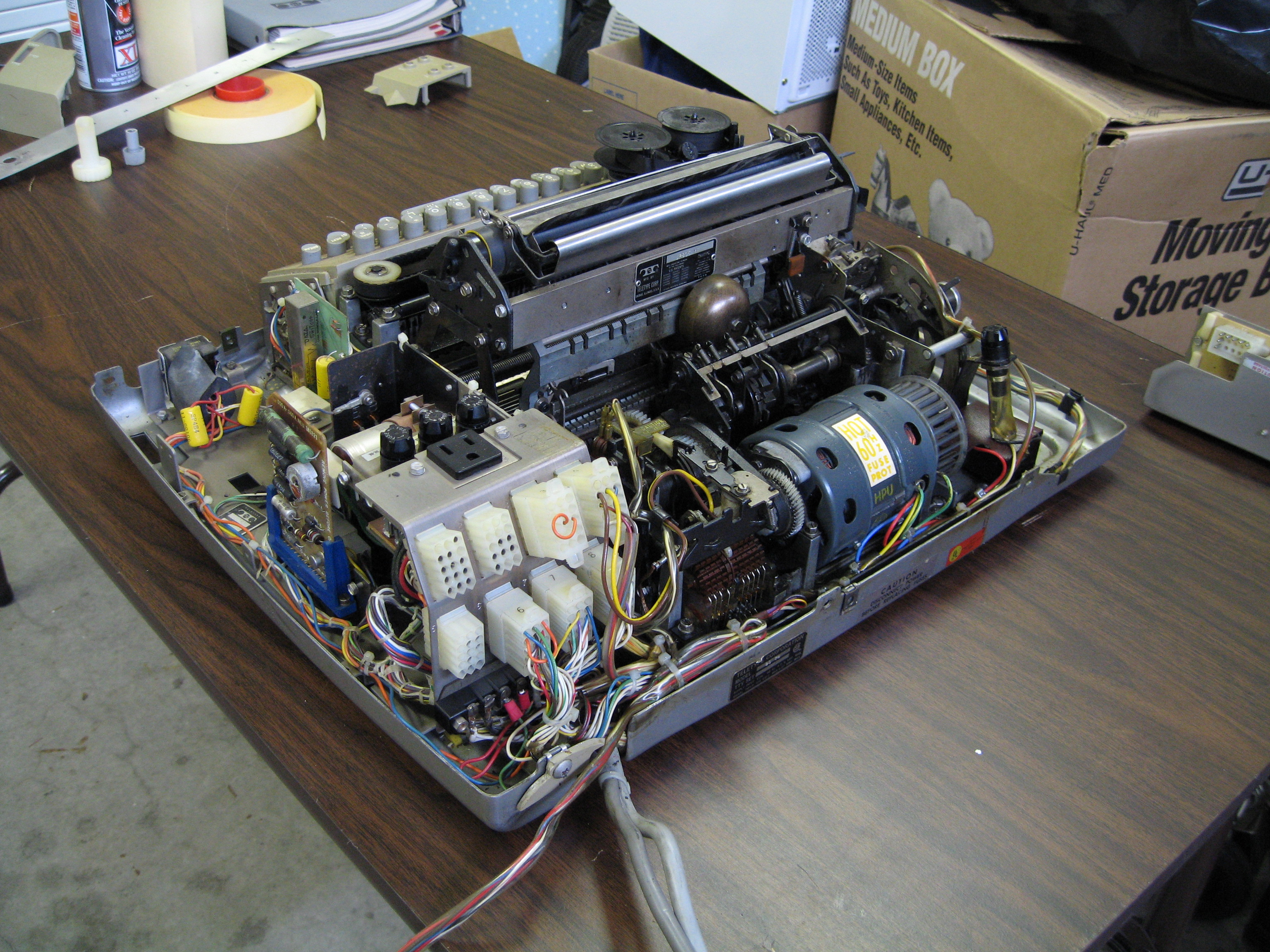
ASR-33电传打字机的后面
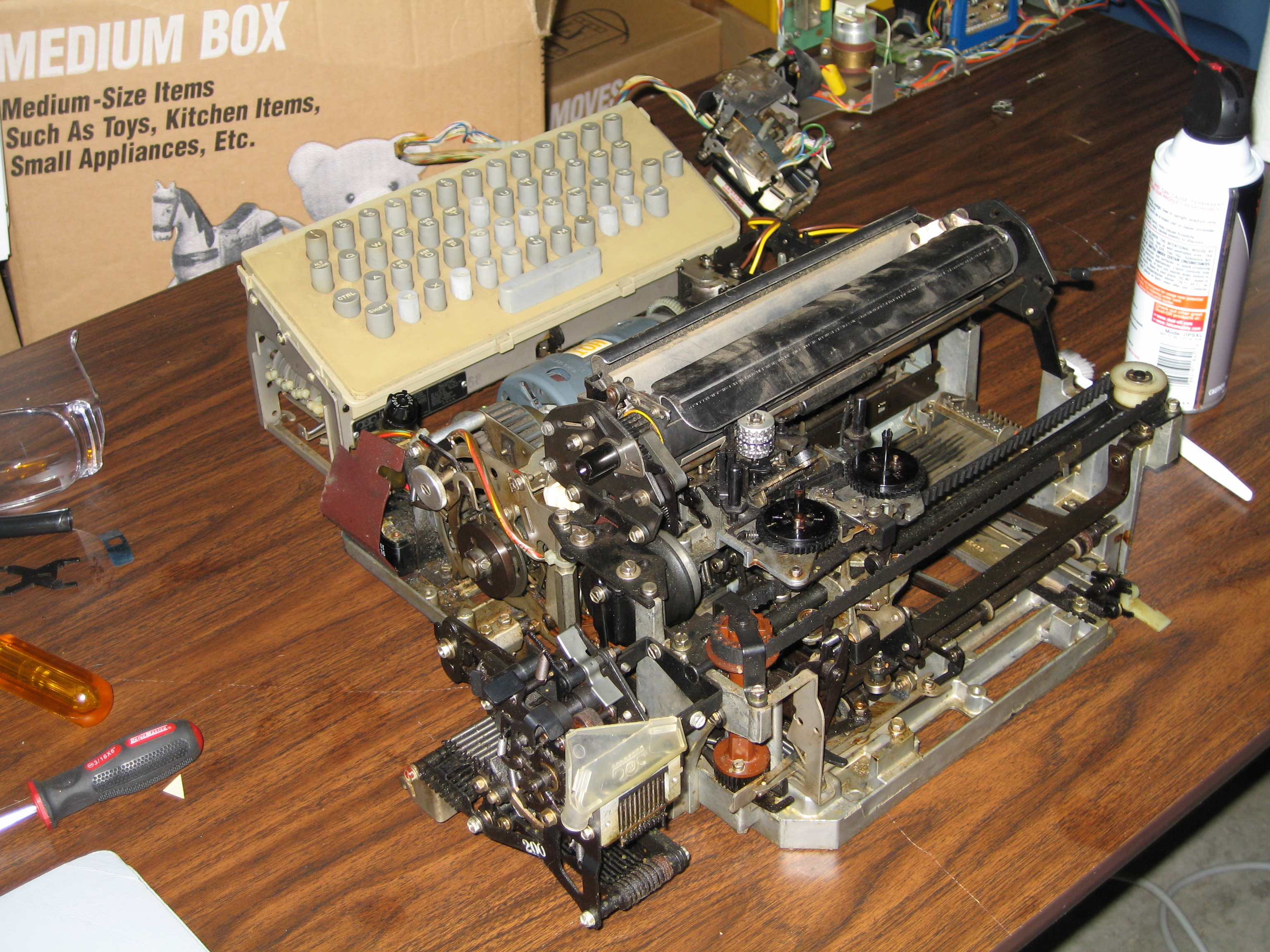
完全拆解的ASR-33电传打字机

## 影响
ASR-33电传打字机曾为比尔·盖茨提供了计算机的启蒙。